# Голт, Джим
Джим Голт (англ. Jim Gault; род. 24 апреля 1954) — шотландский и британский кёрлингист на колясках. Участник сборной Великобритании на зимних Паралимпийских играх 2014. Участник сборной Шотландии на нескольких чемпионатах мира.

## Достижения
- Зимние Паралимпийские игры: бронза (2014).
- Чемпионат Шотландии по кёрлингу на колясках: золото (2012, 2015, 2016, 2017, 2018, 2019, 2023).

## Команды
| Сезон | Четвёртый     | Третий     | Второй           | Первый        | Запасной                           | Турниры            |
| ----- | ------------- | ---------- | ---------------- | ------------- | ---------------------------------- | ------------------ |
| 2012  | Эйлин Нельсон | Том Киллин | Грегор Юэн       | Эйнджи Мэлоун | Джим Голт тренер: Тони Заммейк     | ЧМК 2012 (8 место) |
| 2014  | Эйлин Нельсон | Грегор Юэн | Роберт Макферсон | Джим Голт     | Эйнджи Мэлоун тренер: Тони Заммейк | ЗПИ 2014           |
| 2015  | Грегор Юэн    | Джим Голт  | Хью Нибли        | Эйлин Нельсон | Эйнджи Мэлоун тренер: Тони Заммейк | ЧМК 2015 (8 место) |

(скипы выделены полужирным шрифтом)